# Кевін Віммер
Кевін Віммер (нім. Kevin Wimmer, нар. 15 листопада 1992, Вельс, Австрія) — австрійський футболіст, захисник братиславського «Слована» та, в минулому, національної збірної Австрії.

## Клубна кар'єра
Розпочав займатись футболом у футбольній школі «Едт», а з 2000 року навчався у «Футболакадемі Лінц», що співпрацювала з місцевим ЛАСКом (Лінц).
У дорослому футболі дебютував 2010 року виступами за другу команду ЛАСКа, в якій один сезон, взявши участь у 22 матчах чемпіонату. Після вильоту першої команди ЛАСКа з австрійської Бундесліги, Віммер отримав шанс в головній команді. 29 липня 2011 року в матчі проти клубу «Ферст Вієнна» Віммер дебютував у першій австрійській лізі. 30 вересня в поєдинку проти того ж «Ферста» Кевін забив свій перший гол за команду. За підсумками сезону клуб зайняв 3-тє місце, проте не отримав ліцензію на наступний сезон.
Влітку 2012 року Кевін перейшов у німецький «Кельн» за 250 тис. євро. 5 серпня в матчі проти «Айнтрахта» з Брауншвейга Кевін дебютував у Другій Бундеслізі. У першому сезоні Віммер боровся за місце в основі і з'явився лише у 9 матчах, але в другому сезоні він став одним з лідерів захисту «козлів». 29 листопада 2013 року у поєдинку проти «Санкт-Паулі» він забив свій перший гол за «Кельн». За підсумками сезону Віммер допоміг команді вийти в еліту. 23 серпня 2014 року в матчі проти «Гамбурга» він дебютував у Бундеслізі і допоміг команді за підсумками того турніру здобути високе 12-те місце і зберегти прописку в еліті. Всього відіграв за кельнський клуб три сезони своєї ігрової кар'єри, провівши за цей час 73 матчі в усіх турнірах, в яких забив 2 голи.
Влітку 2015 року Віммер перейшов у англійський «Тоттенгем Готспур» за 7 мільйонів євро, підписавши п'ятирічний контракт. Проте в новій команді австрієць достатньо рідко виходив на поле, відігравши в першому сезоні лише 10 матчів в національному чемпіонаті. Протягом свого другого сезону в Англії грав ще менше і по його завершенні перейшов до «Сток Сіті», який сплатив за трансфер 18 мільйонів фунтів.
У новій команді не виправдав сподівань тренерського штабу і вболівальників, продемонструвавши посередню гру, яка нерідко залишала його поза складом, а сам «Сток Сіті» за результатами сезону 2017/18 втратив місце у Прем'єр-лізі. Наступні три сезони австрієць провів в орендах, грав за німецький «Ганновер 96», бельгійський «Рояль Ексель Мускрон» і знову у Німеччині за «Карлсруе СК».
26 травня 2021 року було оголошено про розірвання контракту гравця зі «Сток Сіті», після чого він на правах вільного агента повернувся на батьківщину, де уклав контракт з віденським «Рапідом».

## Виступи за збірні
2010 року дебютував у складі юнацької збірної Австрії, взяв участь у 2 іграх на юнацькому рівні.
Протягом 2012—2013 років залучався до складу молодіжної збірної Австрії. На молодіжному рівні зіграв у 10 офіційних матчах.
15 листопада 2013 року дебютував в офіційних іграх у складі національної збірної Австрії у товариському матчі проти збірної США (1:0), вийшовши на заміну на 92 хвилині замість Кристофа Ляйтгеба.
У травні 2016 року був включений до заявки національної команди для участі у фінальній частині чемпіонату Європи у Франції.
Провів у формі головної команди країни 9 матчів.
| Дата       | Місто   | Господарі  | Результат | Гості                | Турнір             | Голи | Примітки |
| ---------- | ------- | ---------- | --------- | -------------------- | ------------------ | ---- | -------- |
| 19-11-2013 | Відень  | Австрія    | 1 – 0     | США                  | товариський матч   | -    | 90+2'    |
| 31-3-2015  | Відень  | Австрія    | 1 – 1     | Боснія і Герцеговина | товариський матч   | -    |          |
| 26-3-2016  | Відень  | Австрія    | 2 – 1     | Албанія              | товариський матч   | -    | 46'      |
| 18-6-2016  | Париж   | Португалія | 0 – 0     | Австрія              | ЧЄ 2016 - 1-й етап | -    | 87'      |
| 6-10-2016  | Відень  | Австрія    | 2 – 2     | Уельс                | Відбір до ЧС 2018  | -    |          |
| 9-10-2016  | Белград | Сербія     | 3 – 2     | Австрія              | Відбір до ЧС 2018  | -    |          |
| 12-11-2016 | Відень  | Австрія    | 0 – 1     | Ірландія             | Відбір до ЧС 2018  | -    | 78'      |
| 15-11-2016 | Відень  | Австрія    | 0 – 0     | Словаччина           | товариський матч   | -    | 84'      |
| 16-10-2018 | Гернінг | Данія      | 2 – 0     | Австрія              | товариський матч   | -    | 46' 53'  |
| Усього     |         | Матчів     | 9         |                      | Голів              | 0    |          |

## Титули і досягнення
- Чемпіон Словаччини (2):

«Слован»:2023-24, 2024-25